# Beleg van Takatenjin (1574)
Het eerste Beleg van Takatenjin was een slag tijdens de Japanse Sengoku-periode in 1574. Het jaar daarvoor was Takeda Shingen overleden, en nu zette zijn zoon en opvolger Takeda Katsuyori diens campagne tegen Tokugawa Ieyasu voort.
Het fort stond onder beheer van Ogasawara Nagatada, een vazal van Ieyasu. Nagatada onderhandelde een overgave en werd een vazal van de Takeda. In ruil voor zijn verraad kreeg hij het district Omosu in de provincie Suruga.